# Fraser (Schiff, 1932)
Die Fraser, auch HMCS Fraser (Kennung: H48), war ein Zerstörer der River-Klasse der kanadischen Marine, der von 1937 bis 1940 in Dienst stand.
Sie war 1932 als HMS Crescent (H48) für die Royal Navy in Dienst gestellt, gehörte sie zu der nur fünf Schiffe (statt der üblichen neun) umfassenden C-Klasse der Royal Navy. Die britische Labour-Regierung wollte mit der Halbierung der üblichen Klassenstärke ihre Abrüstungsbereitschaft dokumentieren. Weil die Klasse daher nicht in die Struktur der Royal Navy passte, wurden ihre Schiffe der kanadischen Marine überlassen. Mit ihrem Schwesterschiff Cygnet wurde die Crescent wurde am 17. Februar 1937 der Royal Canadian Navy in Chatham übergeben und gleichzeitig in Fraser umbenannt.
Während des Krieges wurde das Schiff zu Beginn auf dem Nordatlantik zur Sicherung des britischen Handelsverkehrs eingesetzt. Bei der Evakuierung britischer Truppen aus Frankreich kollidierte der Zerstörer am 25. Juni 1940 in der Gironde bei schlechter Sicht mit dem Flakkreuzer Calcutta und sank sofort. 45 Mann der HMCS Fraser kamen ums Leben, 150 Mann konnten gerettet werden.

## Geschichte des Schiffes
Die spätere HMCS Fraser (H 48) wurde am 9. Juli 1930 bei Vickers in Barrow als Teil des Bauprogramms 1930 bestellt. Das Schiff wurde unter der Baunummer 668 am 1. Dezember 1930 auf Kiel gelegt und erhielt den Namen HMS Crescent als es am 29. September 1931 vom Stapel lief. Kiellegung und Stapellauf erfolgten am selben Tag wie das Schwesterschiff HMS Cygnet (Baunummer 667). Die HMS Crescent war das 12. Schiff der Royal Navy mit diesem Namen seit 1588. Letzter Neubau mit dem Namen war ein Kreuzer I.Klasse von 1892 der Edgar-Klasse, der 1920 nach Deutschland zum Abbruch verkauft wurde. Zuletzt hatte das alte Schlachtschiff Glory der Canopus-Klasse den Namen von 1920 bis 1922 als Depotschiff geführt.
Die neue Crescent wurde am 15. April 1932 fertiggestellt und führte anschließend Test mit von italienischen Schiffen genutzten Propellern durch. Bei den Tests waren keine wesentlichen Vorteile gegenüber den von der Admiralität geforderten Propellern festzustellen.
Der neue Zerstörer kam zuerst zur „2nd Destroyer Flotilla“ wie ihr Schwesterschiff Cygnet und nahm auch an der Frühjahrsfahrt 1934 der Home Fleet in die Karibik teil. Während der Abessinienkrise im Herbst 1935 wurde die Flottille ab September für sechs Monate in das Rote Meer und den Indischen Ozean entsandt. Nach der Rückkehr und Überholung gehörte das Schiff zur internationalen Neutralitätsüberwachung in der Biskaya in der Frühphase des Spanischen Bürgerkriegs. Anschließend wurde das Schiff zur Reservistenausbildung in Chatham eingesetzt.
Der Zerstörer wurde dann an die Royal Canadian Navy abgegeben und als HMCS Fraser am 17. Februar 1937 in Chatham in Dienst gestellt. Sie wurde in Esquimalt an der Pazifikküste stationiert, wo sie am 3. Mai eintraf. Im September 1939 verlegte die Fraser auf ihre Kriegsstation nach Halifax.
Nach dem Kriegsbeginn wurden sie nach Halifax, Nova Scotia, verlegt, wo die Fraser als erste der Pazifik-Zerstörer am 10. September 1939 eintraf, um als Eskorte von Geleitzügen im Nordatlantik eingesetzt zu werden.
Die kanadischen Zerstörer unterstanden der „North America and West Indies Station“ der Royal Navy. Diese verlegte die Fraser im März 1940 in die Karibik zur sogenannten „Jamaica Force“ und sie wurde dort zur Überwachung der deutschen Schiffe eingesetzt, die Häfen neutraler Staaten angelaufen hatten.

Da ab Mai 1940 der Einsatz der Zerstörer wegen der wesentlich größeren U-Boot-Gefahr von den Britischen Inseln aus erfolgen sollte und dort die Schiffe dringender benötigt wurden, verlegte der Zerstörer nach Europa und traf am 3. Juni in Plymouth ein, wo zuvor schon aus Kanada die St. Laurent, Restigouche und die Skeena eingetroffen waren.

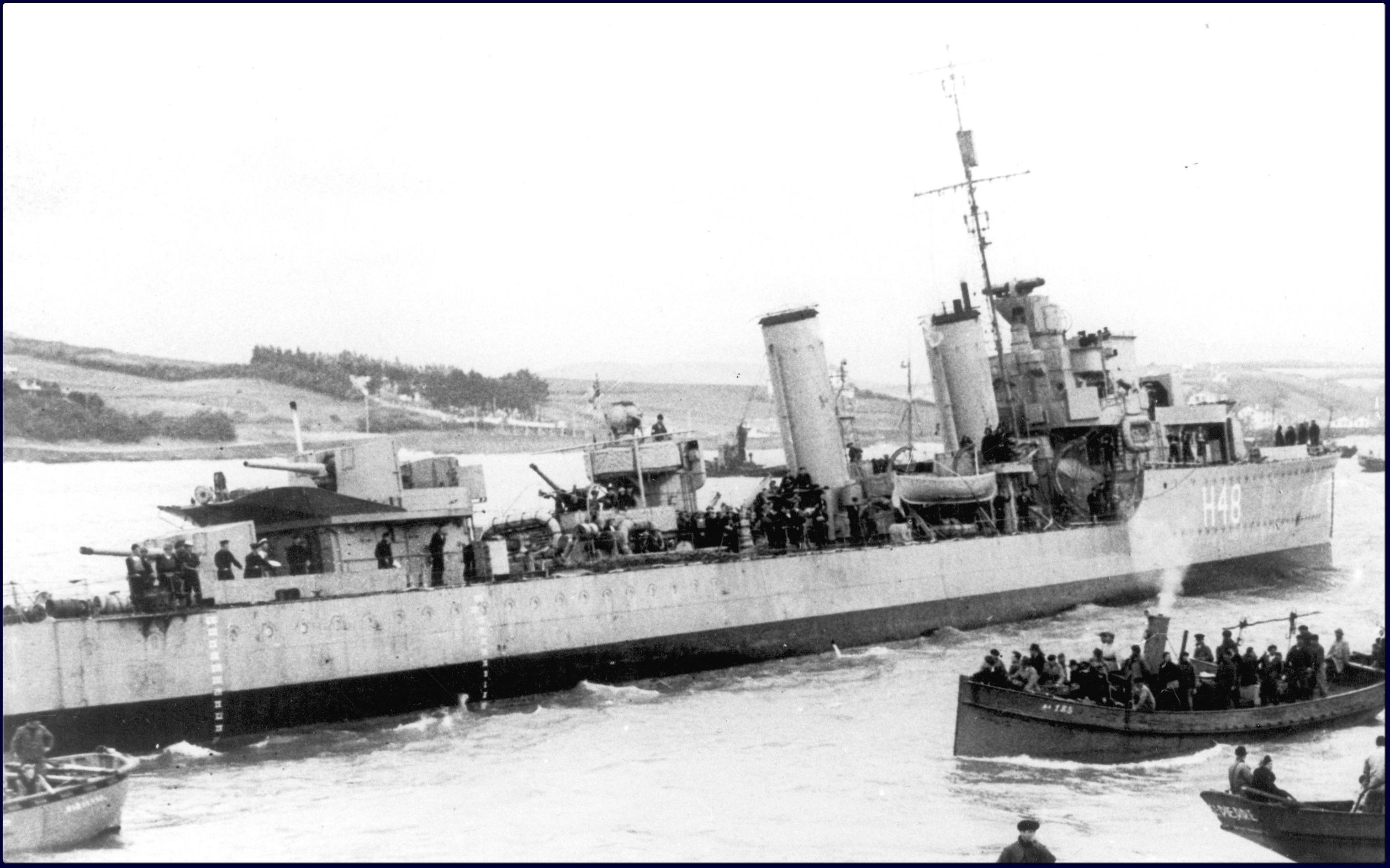
Die Fraser bei einer Evakuierung drei Tage vor ihrem Untergang

Die ersten Einsätze der HMCS Fraser erfolgten bei der Evakuierung der britischen Truppen aus Nordfrankreich. Ab dem 21. Juni evakuierte sie Soldaten und Flüchtlinge aus Saint-Jean-de-Luz, fast an der Grenze zu Spanien, zu größeren britischen Schiffen in See. Zu diesem Einsatz trat am 22. auch die Restigouche. Beim Rückmarsch kurz vor Inkrafttreten der Kapitulation Frankreichs kollidierte die Fraser am 25. Juni 1940 in der Gironde bei schlechter Sicht mit dem Kreuzer Calcutta, zerbrach in drei Teile und sank auf 45° 44′ 0″ N, 1° 31′ 0″ W. 47 Mann der Fraser und 19 der Calcutta kamen ums Leben. 150 Mann von der Fraser konnten trotz Dunkelheit und kräftigem Seegang von der Restigouche (117) und der Calcutta (33) aufgenommen werden, welche die Unternehmung abbrechen mussten und nach Plymouth zurückliefen.
Als Ersatz für die gesunkenen Fraser übernahm die Royal Canadian Navy die Diana am 6. September 1940 als Margaree. Diese wurde ab dem 17. Oktober als Eskorte am Konvoi OL8 nach Kanada eingesetzt. Am 22. Oktober kollidierte sie mit dem Motorschiff Port Fairy (8072 BRT), das von den 176 Mann an Bord der Margaree nur 34 retten konnte. Unter den 142 Toten befanden sich auch etliche Überlebende der Fraser.